# NGC 7512
NGC 7512 ist eine elliptische Galaxie vom Hubble-Typ E im Sternbild Pegasus am Nordsternhimmel. Sie ist schätzungsweise 324 Millionen Lichtjahre von der Milchstraße entfernt.
Das Objekt wurde am 28. September 1878 von Edouard Stephan entdeckt.